# Pequeño templo de Atón

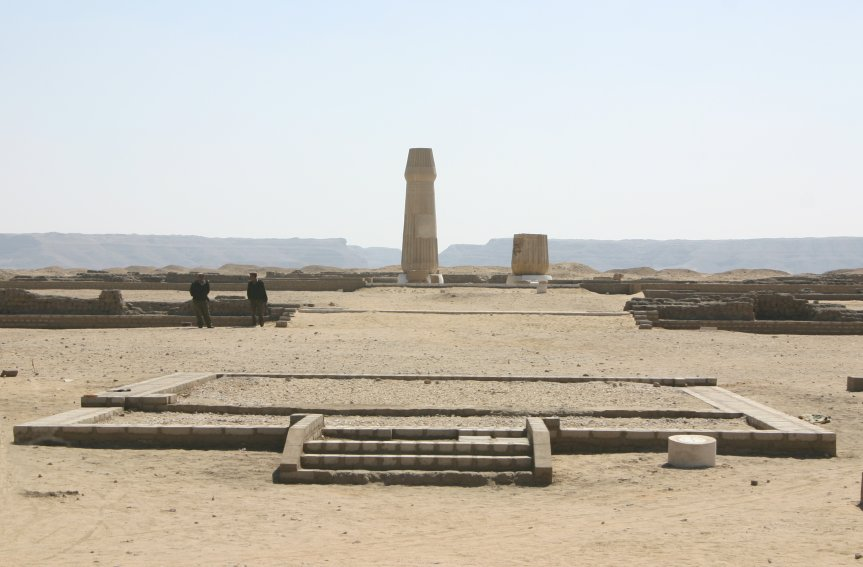
Reconstrucción del Pequeño Templo de Atón en Amarna.

El Pequeño Templo de Atón está situado en la antigua ciudad de Akhetaten (la moderna Amarna en Egipto). Es uno de los dos templos principales de la ciudad, el otro es el Gran Templo de Atón. Está situado junto a la Casa del Rey y cerca del Palacio Real, en la parte central de la ciudad.
Conocido originalmente como el Hwt-Jtn o Mansión de Atón, fue construido probablemente antes que el Gran Templo más grande. Su única representación contemporánea se encuentra en la tumba de Tutu (Tumba de Amarna 8).
Al igual que las demás estructuras de la ciudad, se construyó rápidamente, y por lo tanto fue fácil de desmontar y reutilizar el material para su posterior construcción.
Fue excavado por primera vez en 1931 por la Sociedad de Exploración de Egipto.

## Planta
La estructura estaba rodeada por un gran muro de cerramiento de temenos hecho de grandes ladrillos de 37 x 19 x 14.5 cm. Los temenos encerraban un área de 127 m por 200 m. En el extremo oriental se encontraron restos de parterres de flores, y una avenida de árboles lo separaba de los edificios circundantes. La entrada principal era por el oeste, a través de dos enormes pilonos de ladrillo. Cada pilono tenía ranuras para dos postes de bandera. Los muros que se proyectan hacia adelante de la puerta del pilono originalmente tenían puertas. En la entrada principal, se encontró una gran área de yeso conservado con impresiones de bloques y marcas de albañilería. Esta área de yeso fue la base de una plataforma posterior con una aproximación exterior escalonada y un interior rampante. El hallazgo de un bisel anular con el nombre de "Anjkheperure" lo data de los reinados de los faraones Smenjkare o Neferneferuaten. A ambos lados de los pilonos principales se encontraron entradas más pequeñas, con sus propios muros salientes.

### Primer patio
Una rampa desciende a esta área. A ambos lados de esta rampa había mesas de ofrendas de ladrillo de adobe y en el centro un gran altar de ladrillo, también de adobe. Todo el patio estaba pavimentado con yeso. Esta zona parece ser la parte más antigua del complejo, ya que se superpone a la grava limpia y su superficie subyace a la posterior puerta del pilono. Este 'Gran Altar' fue demolido posteriormente hasta el nivel del suelo y algunos de sus ladrillos se incorporaron en la ampliación de los dos altares más cercanos a la entrada, que podrían haber servido de base para las estatuas.

### Segundo patio
Un segundo conjunto de puertas de pilono con entradas más pequeñas, idénticas a la entrada principal, conducen a este patio. Dentro de los pilonos había nichos para estelas de granito. Este patio tenía entradas laterales al norte y al sur, que se cree que eran entradas privadas para el rey y los sacerdotes respectivamente. La entrada sur tiene una pequeña casa de porteros. Fuera de esta puerta había un vertedero de piedra proveniente de la destrucción del Santuario, como el del Gran Templo de Atón.
El pilono del sur tenía una pequeña casa de sacerdotes adosada a ella. Aquí se encontraron fragmentos de una pequeña cornisa de ureo pintada.

### Patio del Santuario
La puerta de entrada a este patio estaba de nuevo flanqueada por pilonos idénticos a los de las puertas anteriores. Sin embargo, no había entradas adicionales ni nichos para estelas. Los árboles rodean el Santuario en el lado este. La mitad sur del patio contenía varios edificios. En la esquina sureste había un pequeño edificio de ladrillo que contenía una serie de habitaciones, incluida una con un estrado. Al noroeste de este edificio había otro, al que se accedía por una rampa que posiblemente era una capilla subsidiaria. Al oeste de este edificio había otro, que consistía en una sola habitación, que estaba conectada al ala sur del Santuario por una serie de muros que posiblemente pertenecían a una pequeña casa. Sus muros eran gruesos y bien construidos, y el suelo estaba pavimentado con ladrillos.

### Santuario
El patio exterior del Santuario tenía alas que sobresalían a ambos lados del edificio principal. El exterior de estos muros era de piedra y los tabiques eran de ladrillos de adobe. Una rampa con balaustrada conducía al primer patio del Santuario, pasando entre dos delgados pilonos, y probablemente continuaba como una calzada hacia el altar en el centro. Este primer patio estaba lleno de mesas de ofrendas. La estrecha puerta de entrada al patio interior estaba flanqueada por cuatro grandes columnas a cada lado. Es probable que las estatuas de piedra caliza de tamaño natural, cuyos fragmentos se encontraron en el vertedero, estuvieran en esta área. La entrada al patio interior era del mismo tipo sinuoso que el del Gran Templo de Atón. Todo el patio estaba lleno de mesas de ofrendas y rodeado de pequeñas capillas incorporadas a los muros.
En 1994, se ensamblaron réplicas en hormigón de las columnas papiriformes en su posición original frente al patio interior del santuario. Estas columnas eran réplicas basadas en los fragmentos encontrados en la excavación de 1931:; fueron fabricadas en Egipto a partir de moldes hechos en Inglaterra.